# Velká cena Masarykova 1935
Šestý závod automobilů typu Grand Prix na Masarykově okruhu u Brna se uskutečnil v neděli 29. září 1935. Poprvé byl nazván jako Velká cena Masarykova, po prezidentu Československa T. G. Masarykovi (14. listopadu 1918 – 14. prosince 1935). Masarykova Grand Prix byla posledním velkým okruhovým závodem sezóny, byl 34. podnikem sezóny Grand Prix 1935. Po dvouleté přestávce se uskutečnilo Mistrovství Evropy jezdců vypsané asociací AIACR (pozdější FIA). Do mistrovství patřily Grand Prix Monaka, Francie, Belgie,Německa, Švýcarska, Itálie a Španělska. Mistrem Evropy se stal Rudolf Caraciola, který tak prokázal návrat do své bývalé formy po těžké havárii před třemi lety v Monte Carlu, před Luigim Fagiolim a Manfredem von Brauchitschem (všichni Mercedes-Benz W 25).

## Startující vozy a jezdci
Lokální magazín Měsíc, vycházející v Brně, napsal, že bezvadná organizace pořádajícího autoklubu ČAMS dala tomuto závodu punc sportovního podniku světové úrovně. Účast však byla slabší než v minulých letech, rivalita obou německých značek devalvovala význam amatérů s vlastními vozy a ti ztráceli chuť na předem prohraný boj. Mimo jiné nepřijel ani tým Mercedes-Benz, který neúčast zdůvodnil nedostatkem času na přípravu automobilů po Velké ceně Španělska, která se jela o týden dříve (22. září). Caracciola, Fagioli a Brauchitsch byli sice přihlášeni, ale do Brna nedorazili. Všeobecné mínění ale bylo, že po trojnásobném vítězství ve Španělsku a po prvních třech místech v konečném pořadí mistrovství Evropy na okruzích, nemusel Mercedes-Benz nikomu nic dokazovat. Stuttgartské vedení firmy nechtělo v závěru sezony riskovat porážku od Auto Unionu, nota bene když před rokem proti Auto Unionu v Brně neuspěli. Ve stejném termínu jako brněnský závod se konal v Itálii na toskánském okruhu Lucca podnik Coppa Edda Ciano, kde startovali z Brna známí Eugenio Siena, Renato Balestrero a Gianfranco Comotti. Guiseppe Farina měl startovat na Maserati 6C-34, ale na cestě do Brna měl jeho přepravní kamion nehodu a přitom došlo k poškození závodního vozu, takže v závodě nestartoval.

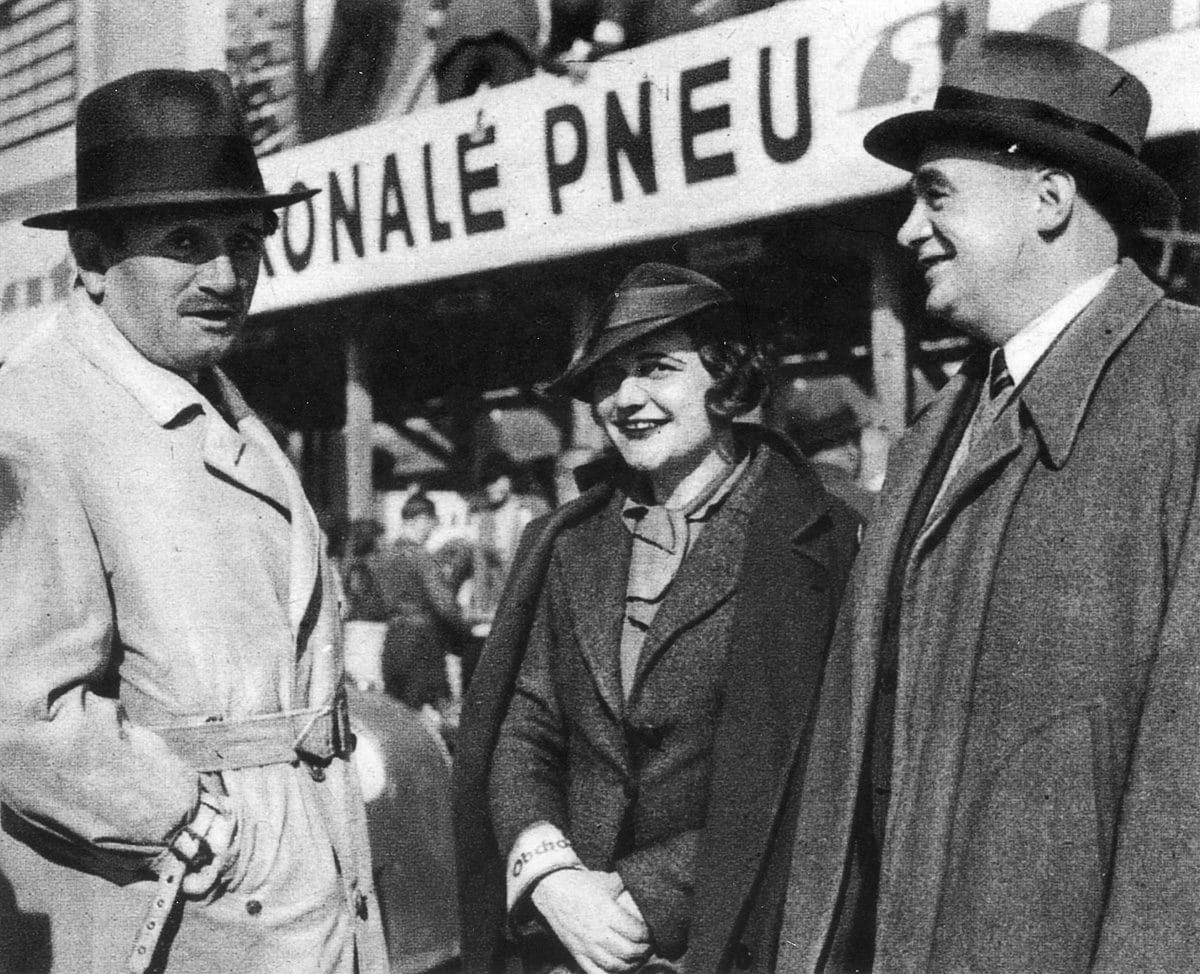
Ferdinand Porsche, Eliška Junková a Hans Ledwinka (Masarykův okruh, Brno 1935)

V kategorii Grand Prix startovalo jen 9 vozů, vždy po třech za týmy Scuderia Ferrari (Alfa Romeo) a Auto Union, které doplnili soukromí jezdci na Maserati a 2 Bugatti. Za tým Auto Unionu přijeli král vrchů a loňský vítěz Hans Stuck, matador Achille Varzi a 25letý nováček Bernd Rosemayer. Zajímavý tým vytvořili ing. Vladimír Gut (prodejce vozů Bugatti) a Zdeněk Pohl. Gut startoval na voze Bugatti Type 51 v týmu Zdeňka Pohla (jednalo se o vůz J. K. Lobkowicze, se kterým jezdil Z. Pohl) a Pohl startoval ve skupině Voiturette na voze MG K3 Magnette, který koupil jako mírně ojetý od George Eystona a se kterým potom dlouhá léta jezdil jeho starší bratr Jiří Pohl.

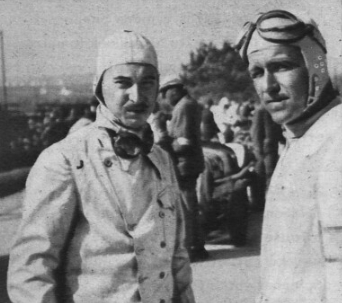
Bruno Sojka a Zdeněk Pohl (Masarykův okruh 1935)

Ve čtvrtek, v pátek a sobotu se konal od 9:00 do 12:00 povinný trénink, když jezdci museli objet minimálně 2 kola. Na to málem s novým vozem Alfa Romeo 8C-35 (osmiválec 2xOHC se zdvihovým objemem 3,822 l, s kompresorem Roots a výkonem 246 kW/330 k) doplatil Nuvolari, který se na okruhu objevil až ve čtvrtek v podvečer a hrozilo mu vyloučení ze závodu, ale funkcionáři Československého automobilového klubu pro Moravu a Slezsko (ČAMS) našli kompromisní opatření, které Nuvolarimu umožnilo startovat. Už v tréninku došlo k senzaci. V programu pro diváky byla srovnávací tabulka, z níž se podle dosaženého času na jedno kolo dala určit průměrná rychlost, kterou daný vůz okruh projel. Tabulka byla sestavena i s rezervou takových časů, u kterých se předpokládalo, že je nikdo nemůže dosáhnout. To platilo do okamžiku, než vyjel na trať Varzi s Auto Unionem Typ B. Ten totiž zajel čas, který v tabulce vůbec nebyl! Ale v samotném závodě se Varzimu nedařilo, protože odpadl po 12. kole ze 17 pro poruchu převodovky na voze.
Po zkušenostech s týmem Mercedes-Benz se rozhodl pořadatel závodu ČAMS (Československý automobilový klub pro Moravu a Slezsko) ze dvou termínů nabídnutých mu mezinárodní asociací AIACR pro rok 1936, zvolit si jarní termín, 7. května 1936. Jak známo, závod se však v roce 1936 kvůli organizačním problémům a kolizi termínů s Velkou cenou Tripolisu a Velkou cenou Tunisu na brněnském okruhu nekonal.

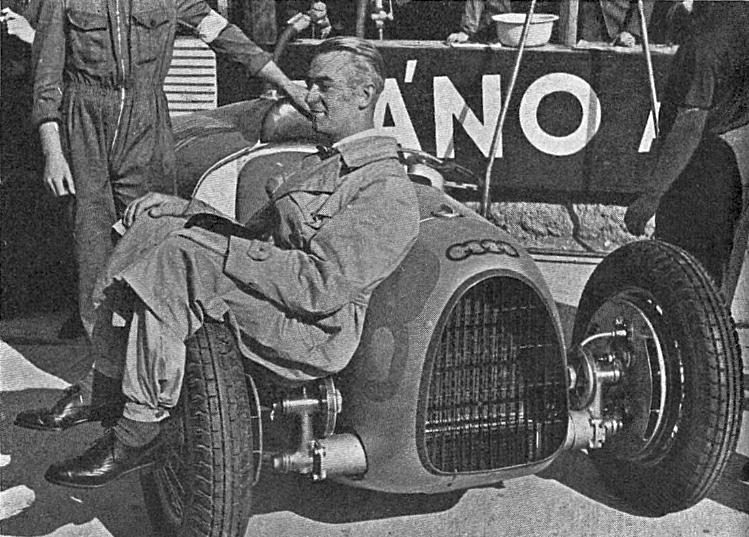
Bernd Rosemeyer před boxy (Brno 1935)

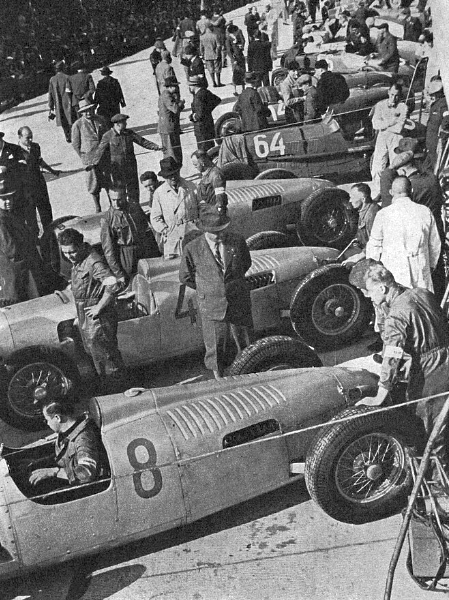
Vozy Auto Union před Velkou cenou v Brně, st. č. 8 pozdější vítěz Bernd Rosemeyer, u st. č. 4 (Stuck) ve světlém plášti dr. Ferdinand Porsche (1935)

Startující vozy a jezdci silnější skupiny
| St. č. | Jezdec                | Stáj             | Značka a typ vozu    | Motor | Motor |
| 4      | Hans Stuck            | Auto Union AG    | Auto Union Typ B     | 5.0   | V-16  |
| 6      | Achille Varzi         | Auto Union AG    | Auto Union Typ B     | 5.0   | V-16  |
| 8      | Bernd Rosemeyer       | Auto Union AG    | Auto Union Typ B     | 5.0   | V-16  |
| 10     | László Hartmann       | L. Hartmann      | Maserati 8CM         | 3.0   | R-8   |
| 12     | Vladimir Gut          | Z. Pohl          | Bugatti Type 51      | 2.3   | R-8   |
| 14     | Jean-Pierre Wimille   | J. P. Wimille    | Bugatti Type 59      | 3.3   | R-8   |
| 16     | Tazio Nuvolari        | Scuderia Ferrari | Alfa Romeo 8C-35     | 3.8   | R-8   |
| 18     | Louis Chiron          | Scuderia Ferrari | Alfa Romeo Tipo B/P3 | 3.2   | R-8   |
| 20     | Antonio Brivio-Sforza | Scuderia Ferrari | Alfa Romeo Tipo B/P3 | 3.2   | R-8   |

## Startovní rošt
Poprvé obě skupiny závodních vozů (Grand Prix a Voiturette) startovaly společně.

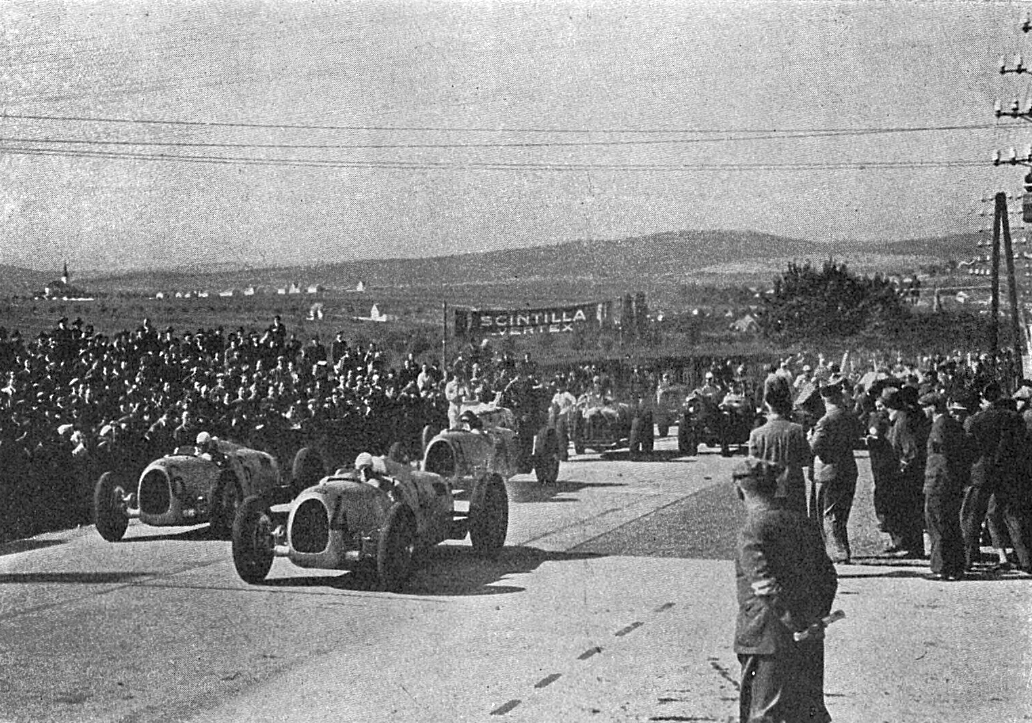
Start Velké ceny v Brně, st. č. 4 Stuck, st. č. 6 Varzi, st. č. 8 Rosemeyer (1935)

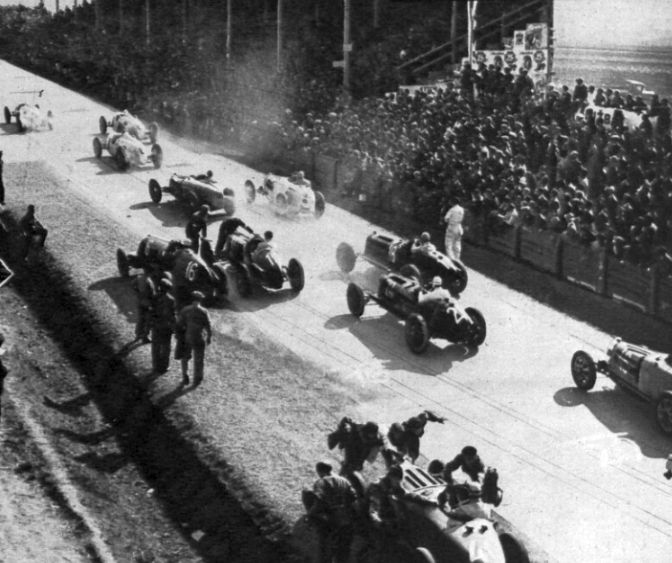
Velká cena Masarykova 1935, start závodu, vpředu ujíždějí 3 vozy Auto Union B (Stuck, Varzi, Rosemeyer), vlevo st. č. 16 Nuvolari (Alfa Romeo 8C-35) objíždí po krajnici stojící vůz st. č. 10 Hartmanna (Maserati 8CM)

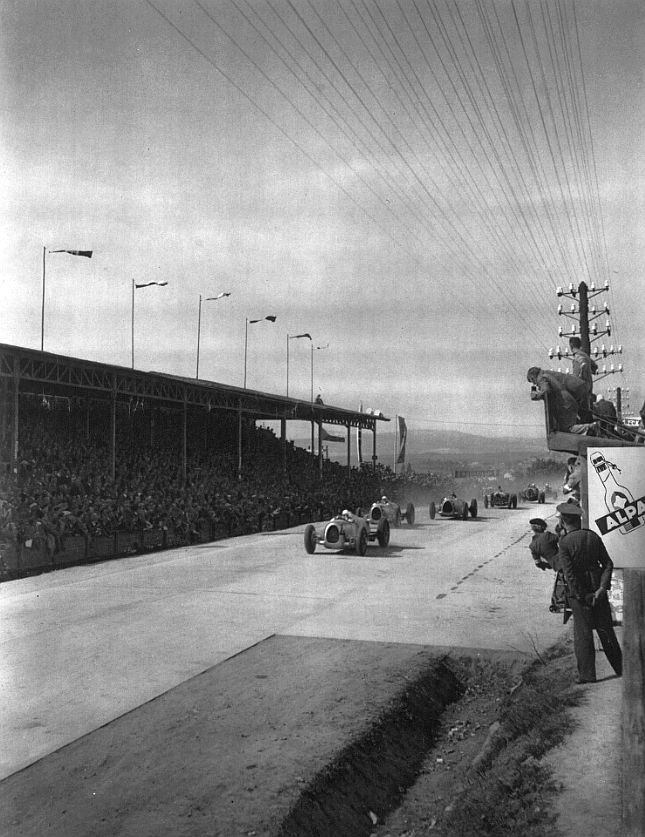
Start Velké ceny Masarykovy, v čele Stuck, Varzi a Rosemeyer (1935)

| 1. řada  | Pos. 1                 |                        | Pos. 2               |
|          | 4 Stuck Auto Union     |                        | 6 Varzi Alfa Romeo   |
| 2. řada  |                        | Pos. 3                 |                      |
|          |                        | 8 Rosemeyer Auto Union |                      |
| 3. řada  | Pos. 4                 |                        | Pos. 5               |
|          | 10 Hartmann Bugatti    |                        | 12 Gut Bugatti       |
| 4. řada  |                        | Pos. 6                 |                      |
|          |                        | 14 Wimille Bugatti     |                      |
| 5. řada  | Pos. 7                 |                        | Pos. 8               |
|          | 16 Nuvolari Alfa Romeo |                        | 18 Chiron Alfa Romeo |
| 6. řada  |                        | Pos. 9                 |                      |
|          |                        | 20 Brivio Alfa Romeo   |                      |
| 7. řada  | Pos. 10                |                        | Pos. 11              |
|          | 40 Sojka Bugatti       |                        | 46 Veyron Bugatti    |
| 8. řada  |                        | Pos. 12                |                      |
|          |                        | 48 Rüesch Maserati     |                      |
| 9. řada  | Pos. 13                |                        | Pos. 14              |
|          | 50 Wilheim Bugatti     |                        | 52 Komár Bugatti     |
| 10. řada |                        | Pos. 15                |                      |
|          |                        | 54 Hošťálek Bugatti    |                      |
| 11. řada | Pos. 16                |                        | Pos. 17              |
|          | 56 Pohl MG             |                        | 60 Steinweg Bugatti  |
| 12. řada |                        | Pos. 18                |                      |
|          |                        | 62 Seaman ERA          |                      |
| 13. řada | Pos. 19                |                        | Pos. 20              |
|          | 64 Valette ERA         |                        | 66 Bianco Maserati   |
| 14. řada |                        | Pos. 21                |                      |
|          |                        | 54 Tuffanelli Maserati |                      |
| 15. řada | Pos. 22                |                        |                      |
|          | 70 Landi Maserati      |                        |                      |

## Průběh závodu

### Vozy nad 1500 ccm (Grand Prix)
Závod před zraky 150 000 až 180 000 diváků, mezi nimiž nechyběl předseda vlády Jan Malypetr, odstartoval v obvyklý čas, o půl jedenácté dopoledne. Poprvé (a naposledy) startovaly obě kategorie vozů současně. Za hřmění divoké smečky se stříbrné Auto Uniony okamžitě ujaly vedení se Stuckem vpředu, kterého následoval Varzi a Rosemeyer. Varzi se v průběhu 1. kola (za Ostrovačicemi) dostal před Stucka a před hlavní tribunu dojely Auto Uniony v pořadí Varzi, Stuck a Rosemeyer. Za nimi projeli Nuvolari, Wimille, Chiron, Brivio a nakonec Hartmann, který se opozdil na startu. Ing. Vladimír Gut v bugatce Zdeňka Pohla odstoupil hned po 1. kole s prasklým olejovým potrubím.

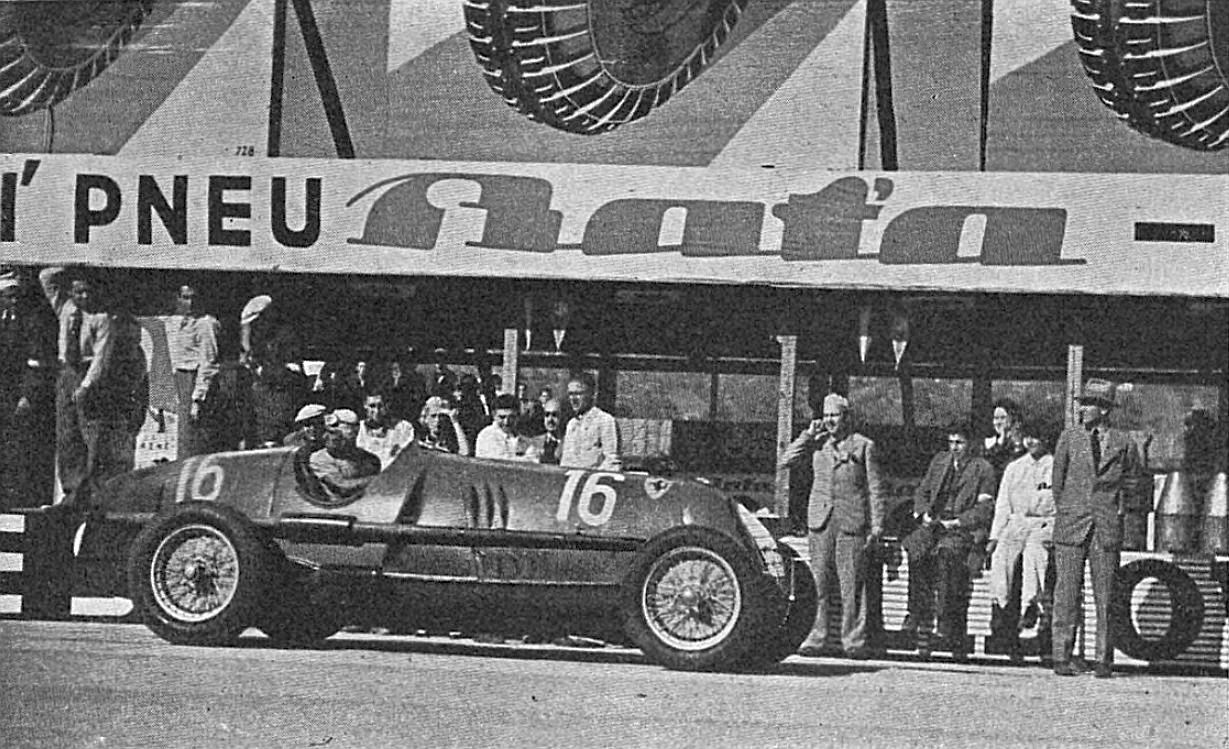
Tazio Nuvolari, Alfa Romeo 8C-35, po doplnění vody do chladiče před závěrem závodu vyjíždí na trať (1935)

Po třech kolech se změnilo pořadí v čele. Vedl Varzi před Rosemeyerem, který předjel Stucka, Nuvolari byl stále čtvrtý, za ním byli Wimille, Chiron, Brivio a Hartmann. Varzi si udržoval stále své kolosální tempo a ve 4. kole zajel nejrychlejší kolo závodu a současně vytvořil nový traťový rekord v čase 12:37 min (138,6 km/h). Stuck na třetím místě měl v 3.kole (podle jiného zdroje k tomu mělo dojít už v 1. kole) zvláštní nehodu. Srazil se totiž s nízko letícím ptákem tak nešťastně, že mu tento střet roztříštil triplexové sklo brýlí a některé střepiny pronikly do pravého oka. Stuck se sice udržel na silnici, ale na jedno oko v podstatě neviděl, protože mu poraněné oko v okamžiku oteklo. Pokračoval sníženým tempem do boxů, kde po 5. kole předal vůz rezervnímu jezdci Paulu Pietschovi. Ten ovšem tímto zdržením v boxech klesl za Nuvolariho na čtvrté místo.

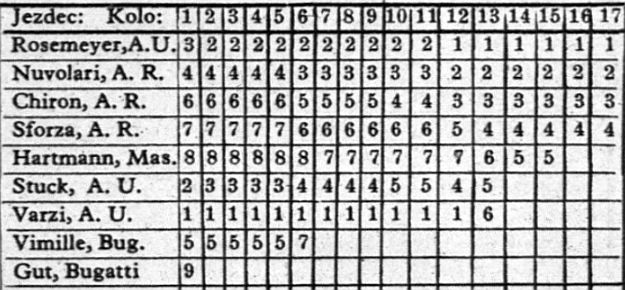
Velká cena Masarykova, průběh závodu (1935)

Jean-Pierre Wimille na Bugatti postupně zpomaloval a v šestém kole projel kolem tribun již za Chironem a Briviem na sedmém místě. Wimille nakonec odstoupil v osmém kole kvůli neobvyklému zranění. V den závodu ho totiž na hotelu tak energicky probouzeli, že spadl z postele a zlomil si 2 žebra. Přes toto zranění do závodu odstartoval, ale pro nesnesitelnou bolest musel odstoupit. Varzi, který byl ve vedení v podstatě od 1. kola závodu, ve 12. kole za Pisárkami nápadně zpomalil a potom s problémy na motoru odstavil auto v boxech. To umožnilo Rosemeyerovi, Nuvolarimu, Chironovi a Briviovi jej předjet. Ve 13. kole převzal ošetřený Stuck, aby zachránil čest týmu, vůz od Pietsche, ale ne na dlouho. Snad pro podezřelé zvuky z motoru ve 14. kole vyjel z okruhu. S vysvětlením se zdroje liší. Jel prý do města nechat si ošetřit oko do nemocnice. Jiný zdroj uvádí, že odjel do města, aby navštívil přítele Friedricha Rohrera, majitele tiskárny s vydavatelstvím a také olympionika ve stolním tenisu (Paříž 1924). Za vedoucím Rosemeyerem se zatím rozpoutal tuhý souboj o 2. místo. Ve 12. kole byl Chiron stále více než dvě minuty za Nuvolarim. Ten však zastavil v depu, aby doplnil vodu (vzpomínka na závod v roce 1930 byla pro něj stále ještě živá). Jak Chiron zrychlil, dokázal smazat ztrátu už jen na 12 vteřin po 16. kole, ale létajícího Mantovana už nepředjel. V cíli byl o čtyři vteřiny za Nuvolarim.
Po 17 kolech projel Rosemeyer vítězně cílem za bouřlivého jásotu diváků, v čase 3:44:10,6 h a průměrné rychlosti 132,6 km/h. Měl více než šest minut náskok před Nuvolarim, kterého po pár vteřinách následoval Chiron. Brivio zaostal o 8 minut a Hartmann o dvě kola. Toto bylo Rosemeyerovo první vítězství v Grand Prix a také jeho vůbec první vítězství v závodním voze. Všichni 4 první jezdci překonali loňský čas Stucka (první Rosemeyer o víc než 11 minut), k čemuž nepochybně přispěla i nová betonová vozovka od Ostrovačic až do zatáčky k Novému Lískovci (státní silnice Praha-Brno).
Mimo vítězství se Rosemeyer "dočkal" ještě jednoho úspěchu, seznámil se zde se svou budoucí manželkou, známou pilotkou Elly Beinhornovou. Ta v roce 1935 na pozvání v brněnském aeroklubu přednášela o letectví (za účelem získání financí na své lety) a jako host stáje Auto Union se zúčastnila Masarykovy Grand Prix. Ta se konala v době její návštěvy v Brně. Vítězem závodu se stal nováček Bernd Rosemeyer a Elly byla požádána tiskovým mluvčím Auto Unionu, aby šla pogratulovat mladému vítězi. O necelý rok později 13. července 1936 měli svatbu. Rosemeyer si udělal pod instruktorstvím manželky pilotní průkaz a v roce 1937 letěli na opožděnou svatební cestu Messerschmittem do Jižní Afriky, kde Rosemeyer absolvoval závody, v Kapském Městě a East Londonu.
| Pořadá | St. č. | Jezdec                | Stáj             | Značka a typ vozu    | Motor | Motor | Kola | Čas/stav                | Dif          |
| 1.     | 8      | Bernd Rosemeyer       | Auto Union AG    | Auto Union B         | 5,0   | V-16  | 17   | 3:44:10,6 h             |              |
| 2.     | 16     | Tazio Nuvolari        | Scuderia Ferrari | Alfa Romeo 8C-35     | 3.8   | R-8   | 17   | 3:50:48,4 h             | + 6:37,8 min |
| 3.     | 18     | Louis Chiron          | Scuderia Ferrari | Alfa Romeo Tipo B/P3 | 3.2   | R-8   | 17   | 3:50:52,2 h             | + 6:41,6 min |
| 4.     | 20     | Antonio Brivio        | Scuderia Ferrari | Alfa Romeo Tipo B/P3 | 3.2   | R-8   | 17   | 3:52:12,0 h             | + 8:01,4 min |
| 5.     | 10     | László Hartmann       | L. Hartmann      | Maserati 8CM         | 3.0   | R-8   | 15   | 4:01:00,0 h             | - 2 kola     |
| DNF    | 4      | H. Stuck / P. Pietsch | Auto Union AG    | Auto Union B         | 5,0   | V-16  | 13   | Stuck zraněn/motor      |              |
| DNF    | 6      | Achille Varzi         | Auto Union AG    | Auto Union B         | 5,0   | V-16  | 13   | převodovka              |              |
| DNF    | 14     | Jean-Pierre Wimille   | J.-P. Wimille    | Bugatti T59          | 2.9   | R-8   | 6    | prasklé olejové potrubí |              |
| DNF    | 12     | Vladimír Gut          | Z. Pohl          | Bugatti T51          | 2.3   | R-8   | 1    | prasklé olejové potrubí |              |

Poznámka

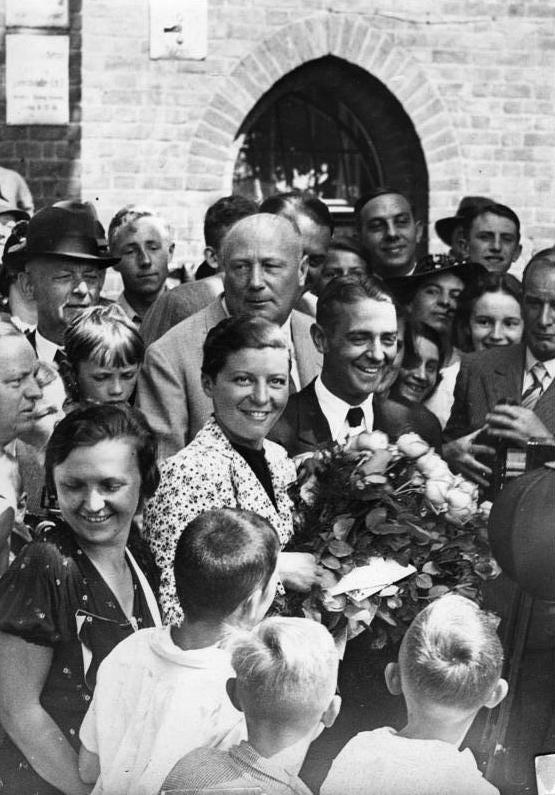
Svatba Elly Beinhornové a Bernda Rosemeyera (1936)

- DNF... neklasifikovaní pro malou ujetou vzdálenost
- R-8... řadový osmiválcový motor
- V-16... šestnáctiválcový motor do V

### Vozy do 1500 ccm (Voiturette)

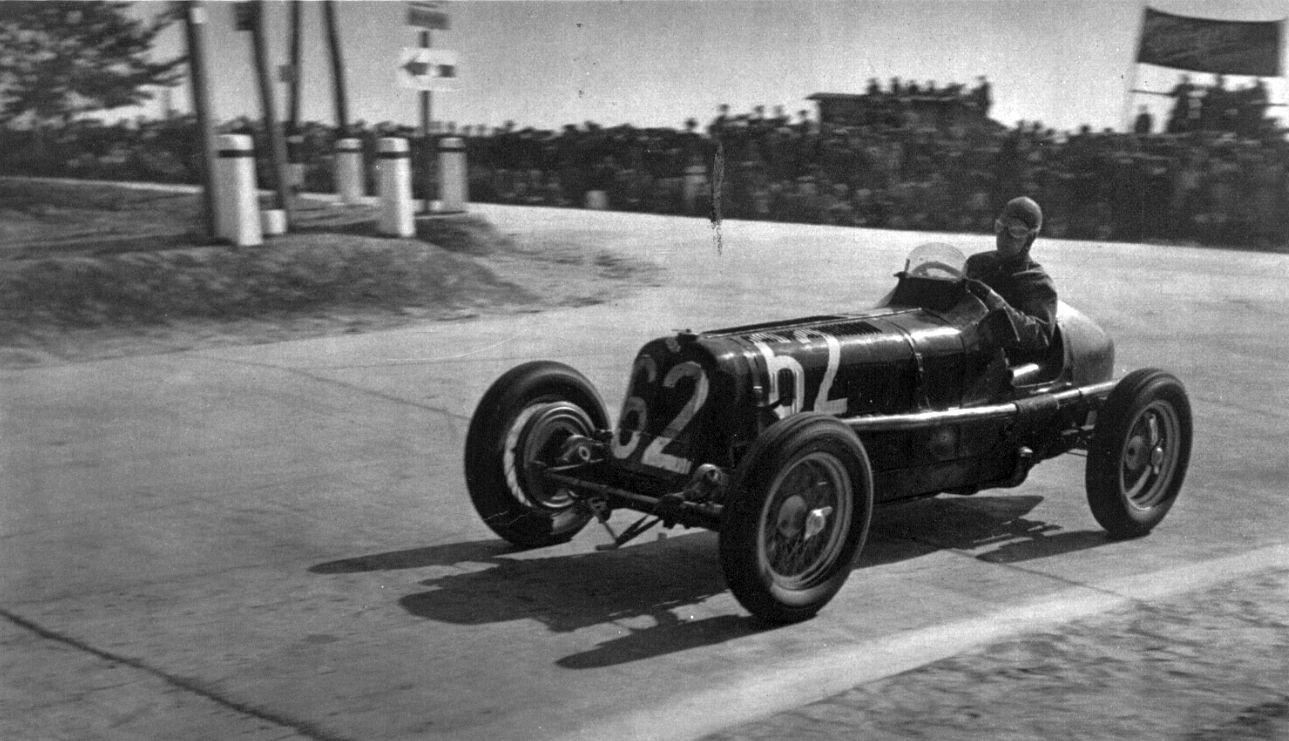
Richard Seaman na voze ERA B vítěz kategorie Voiturette (Brno 1935)

Richard "Dick" Seaman přijel na Masarykův okruh startovat poprvé, jel na šestiválcovém monopostu ERA (English Racing Automobiles) s výkonem 130 kW/175 k. V tréninku měl jakési "nedorozumění" s jedním poloměrem zatáčky. Při nehodě v tréninku si ohnul přední nápravu vozu a navzdory úpěnlivé žádosti ERA požadované díly neposlala. Oslovil tedy strojírny Škoda a přední nápravu v jejich dílně narovnal právě včas na druhý trénink. V něm měl potíže s brzdami a kontaktoval dokonce hrušku, ale v závodě se toho vyvaroval a odjel výborný závod. Vedl startovní pole od startu až do cíle. Po 1. kole bylo pořadí 13 startujících jezdců: Seaman před Veyronem, Sojkou, Landim, Rüeschem, Tuffanellim, Pohlem, Biancem, Komárem, Valettem, Steinwegem, Hoštálkem a Wilheimem.
V dalších kolech už to za ním bylo zajímavější, neboť tam bojovali o zbytky kořisti Švýcar Rüesch, Francouz Veyron, Ital Bianco, Čech Sojka a Ital Landi, když Valette odpadl pro poruchu, Steinweg u svého modifikovaného Bugatti T51A na monopost prorazil píst a Wilheim pro požár vozu vzdal. Zvláště tuhý souboj byl mezi Rüeschem a Veyronem, kteří si několikrát vyměnili pořadí.  Pořadí 9 zbývajících vozů po čtyřech kolech bylo Seaman, Veyron, Rüesch, Landi, Sojka, Bianco, Pohl, Komár, Hošťálek. Bianco odstoupil v boxech s poškozením motoru po dokončení pěti kol.
V 7. kole Rüeschovým odpadnutím jeho vozu Maserati, jenž také začal hořet, se situace ustálila na pořadí Seaman, Veyron, Sojka, Landi, Komár, Pohl a Hoštálek, Takto dojeli piloti po absolvování 437,1 km do cíle 15. kola. Seaman absolvoval v čase 3:48:32,1 h v průměrné rychlosti 118 km/h, nejrychlejší kolo závodu a nový rekord na 1 kolo v čase 14:32,8 min (120,2 km/h)zajel v 11. kole Seaman. Oba první jezdci dosáhli lepšího času než Giuseppe Farina v minulém ročníku (1934).

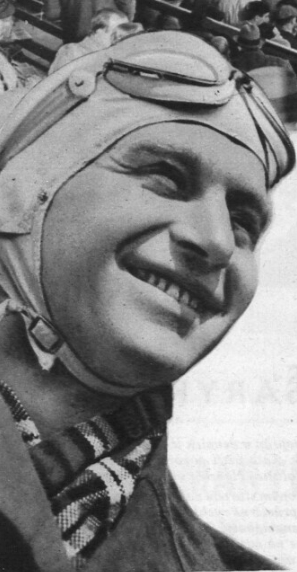
Zdeněk Pohl závod na Masarykově okruhu pro havárii nedojel (1935)

Velmi potěšitelné bylo 3. místo Sojkovo, který na rozdíl od Seamana a Veyrona, kteří jeli na továrních strojích, jel na soukromě připravovaném voze. Na závěr ostatní čs. závodníci odpadli: Pohl havaroval po 13. kolech, Hošťálek na nově karosovaném monopostu Z14 odpadl s poruchou brzd a Komár na Bugatti odstoupil rovněž kvůli poruše brzd. Smůlu měl Zdeněk Pohl, který v tréninku jezdil pravidelně kola pod a v okolí 15 minut. V závodě jej jednak při startu zezadu nabourali, což ovšem nebyl radostný začátek, a dále měl neustále potíže se svíčkami, takže mnohokráte stál a ztratil tím mnoho času. Když se mu konečně podařilo vůz dát do pořádku, ukázal plně svoje umění. Jezdil mnoho kol těsně za Veyronem, ale v důsledku zdržení o kolo zpět. Odstoupil pro nehodu z průběžného 5. místa po 13. kole. Bylo to v předposledním kole závodu.
| Pořadí | St. č. | Jezdec              | Stáj          | Auto             | Motor | Motor | Kola | Čas/stav          | Odstup        |
| 1.     | 62     | Richard Seaman      | R. Seaman     | ERA B            | 1.5   | R-6   | 15   | 3:48:32,1 h       |               |
| 2.     | 46     | Pierre Veyron       | P. Veyron     | Bugatti Type 51A | 1.5   | R-8   | 15   | 3:51:58,3 h       | + 3:26,2 min  |
| 3.     | 40     | Bruno Sojka         | B. Sojka      | Bugatti Type 51A | 1.5   | R-8   | 15   | 4:04:42,4 h       | + 15:10,3 min |
| 4.     | 70     | Guido Landi         | G. Landi      | Maserati 4CM     | 1.5   | R-4   | 15   | 4:04:48,0 h       | + 16:05,9 min |
| DNF    | 56     | Zdeněk Pohl         | J. Pohl       | MG K3 Magnette   | 1.1   | R-6   | 13   | nehoda            |               |
| DNF    | 54     | František Hoštálek  | F. Hoštálek   | Z 14             | 1.5   | B-8   | 12   | brzdy             |               |
| DNF    | 52     | Antonín Komár       | A. Komár      | Bugatti Type 37A | 1.5   | R-4   | 12   | brzdy             |               |
| DNF    | 48     | Hans Rüesch         | H. Rüesch     | Maserati 4CS     | 1.5   | R-4   | 6    | požár vozu        |               |
| DNF    | 66     | Ettore Bianco       | E. Bianco     | Maserati 4CM     | 1.5   | R-4   | 5    | motor             |               |
| DNF    | 50     | Sándor Wilheim      | L. Hartmann   | Bugatti Type 37A | 1.5   | R-4   | 2    | požár vozu        |               |
| DNF    | 60     | Rudolf Steinweg     | R. Steinweg   | Bugatti Type 51A | 1.5   | R-8   | 2    | zlomený píst      |               |
| DNF    | 68     | Giuseppe Tuffanelli | G. Tuffanelli | Maserati 4CM     | 1.1   | R-4   | 2    | motor             |               |
| DNF    | 64     | Antonio Valette     | A. Valette    | ERA A            | 1.5   | R-6   | 2    | zásobování olejem |               |

## Galerie

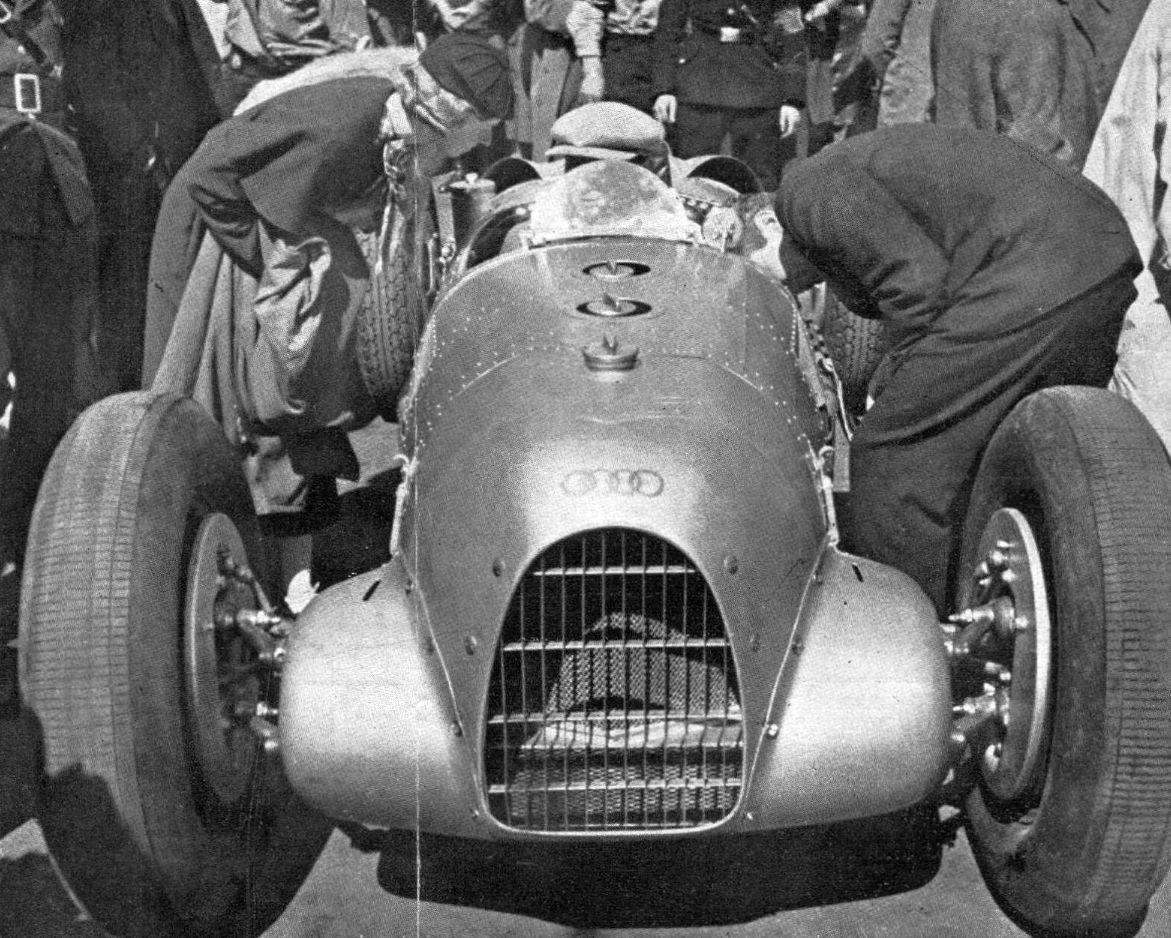
Auto Union Type B (1935)
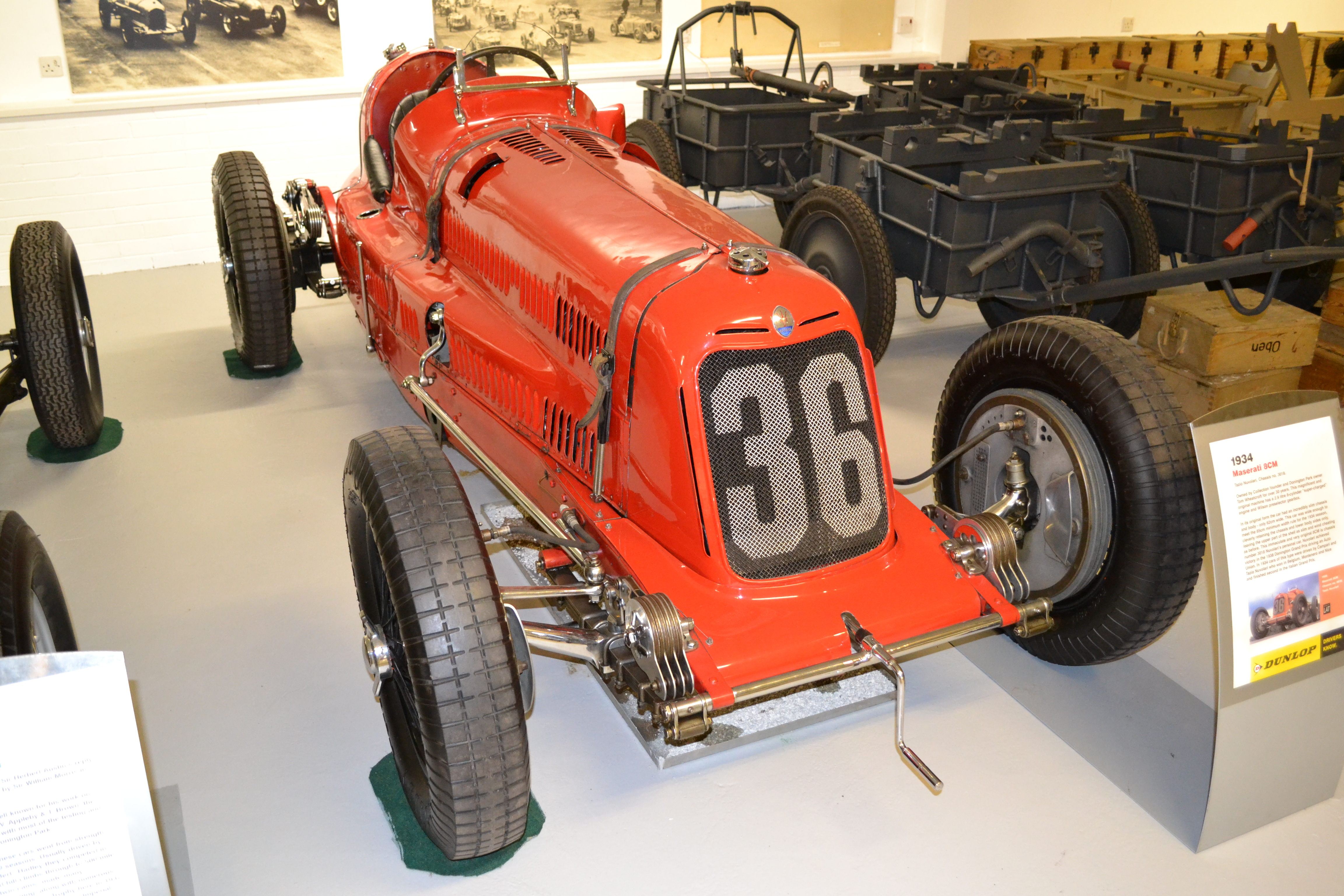
Maserati 8CM
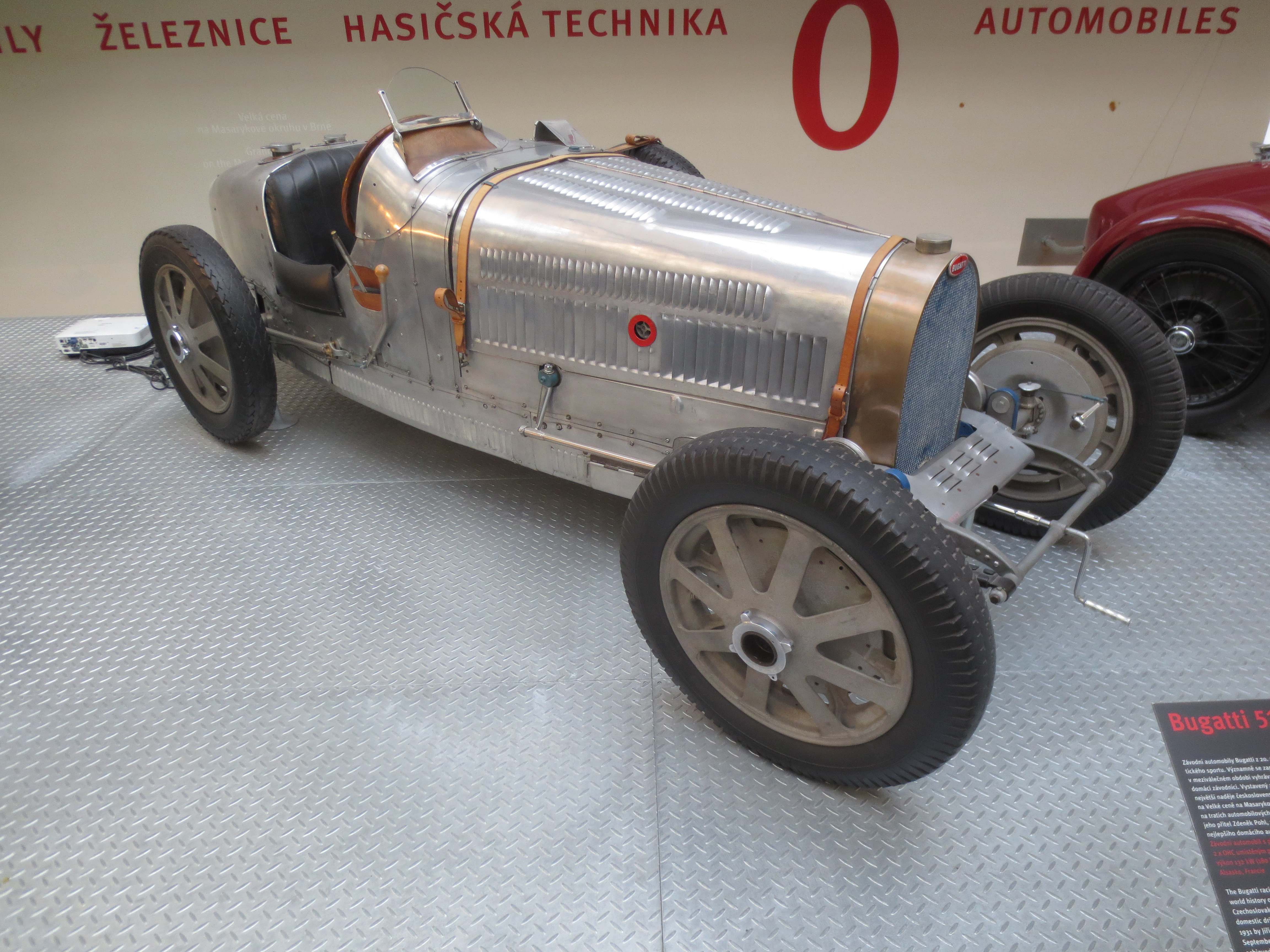
Bugatti Type 51
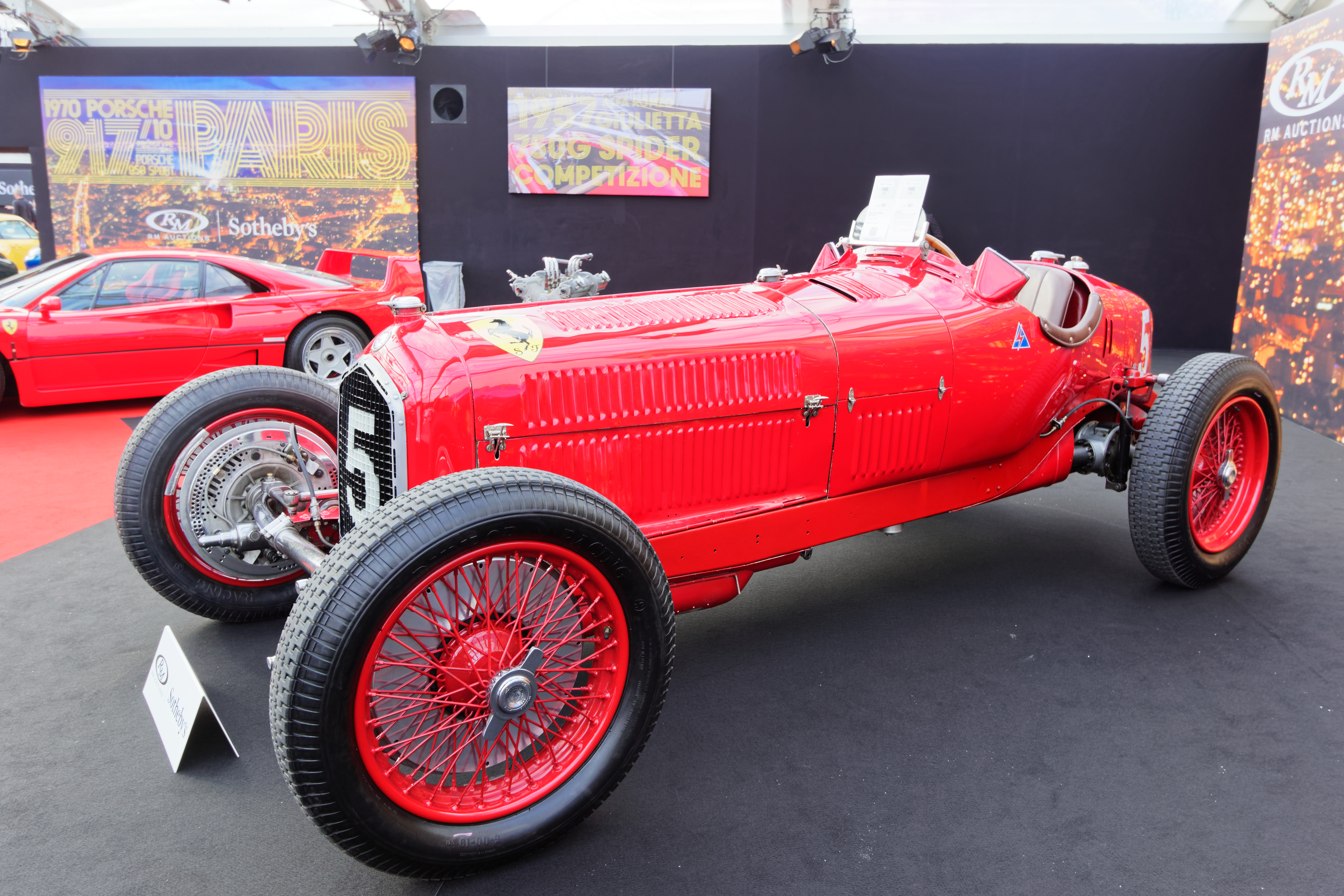
Alfa Romeo Tipo B/P3
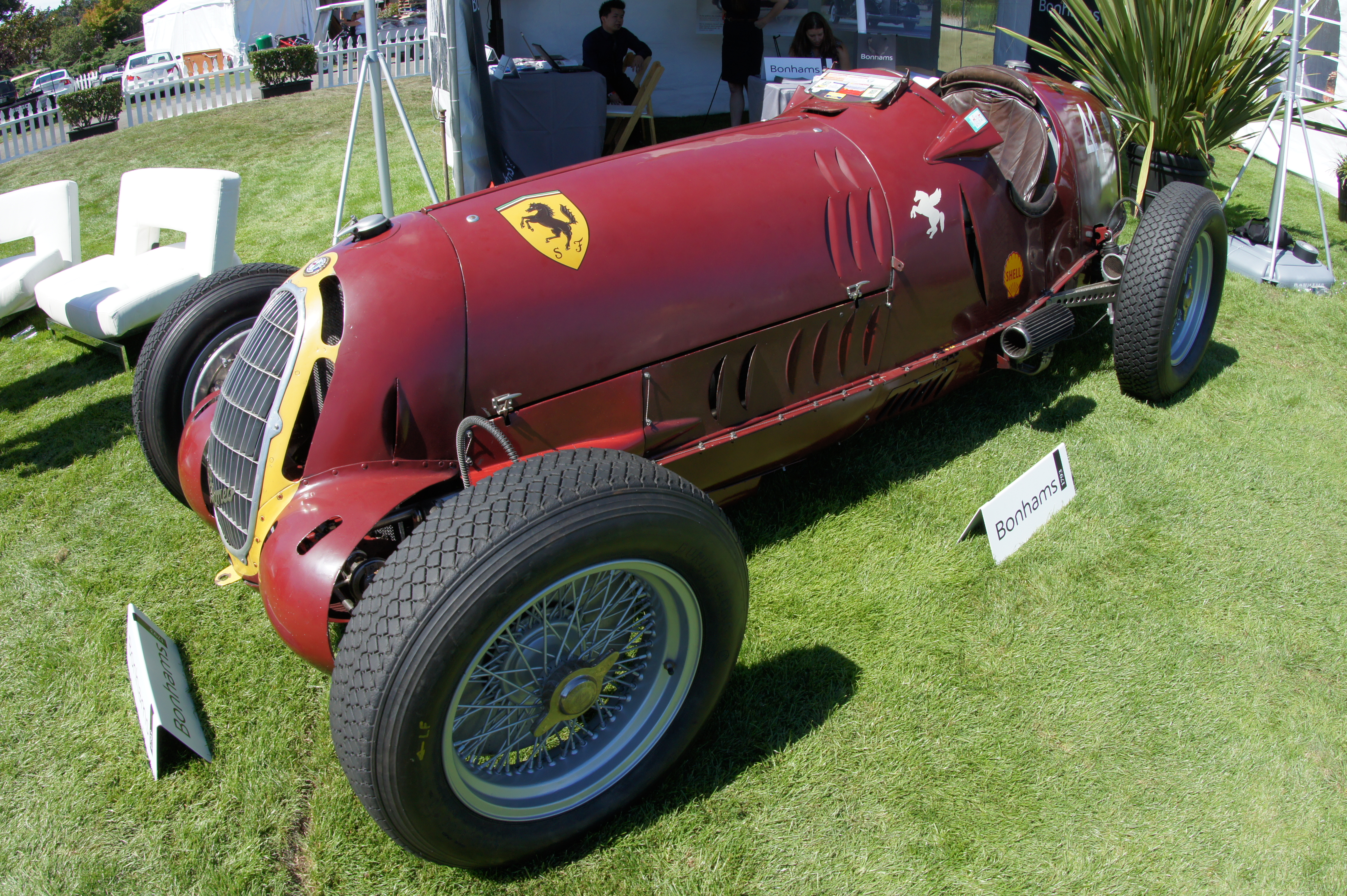
Alfa Romeo 8C-35 (Scuderia Ferrari)
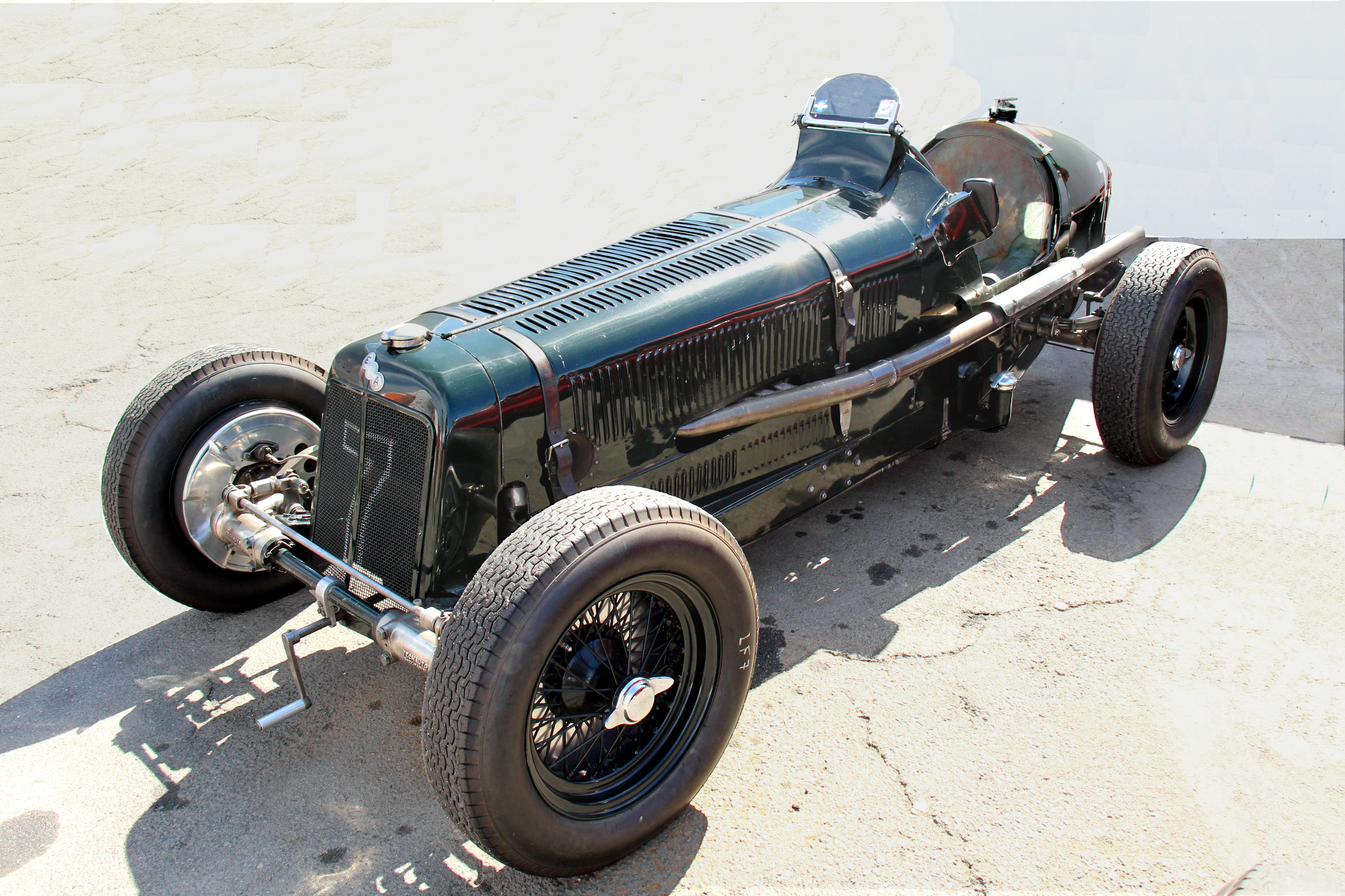
ERA Type B
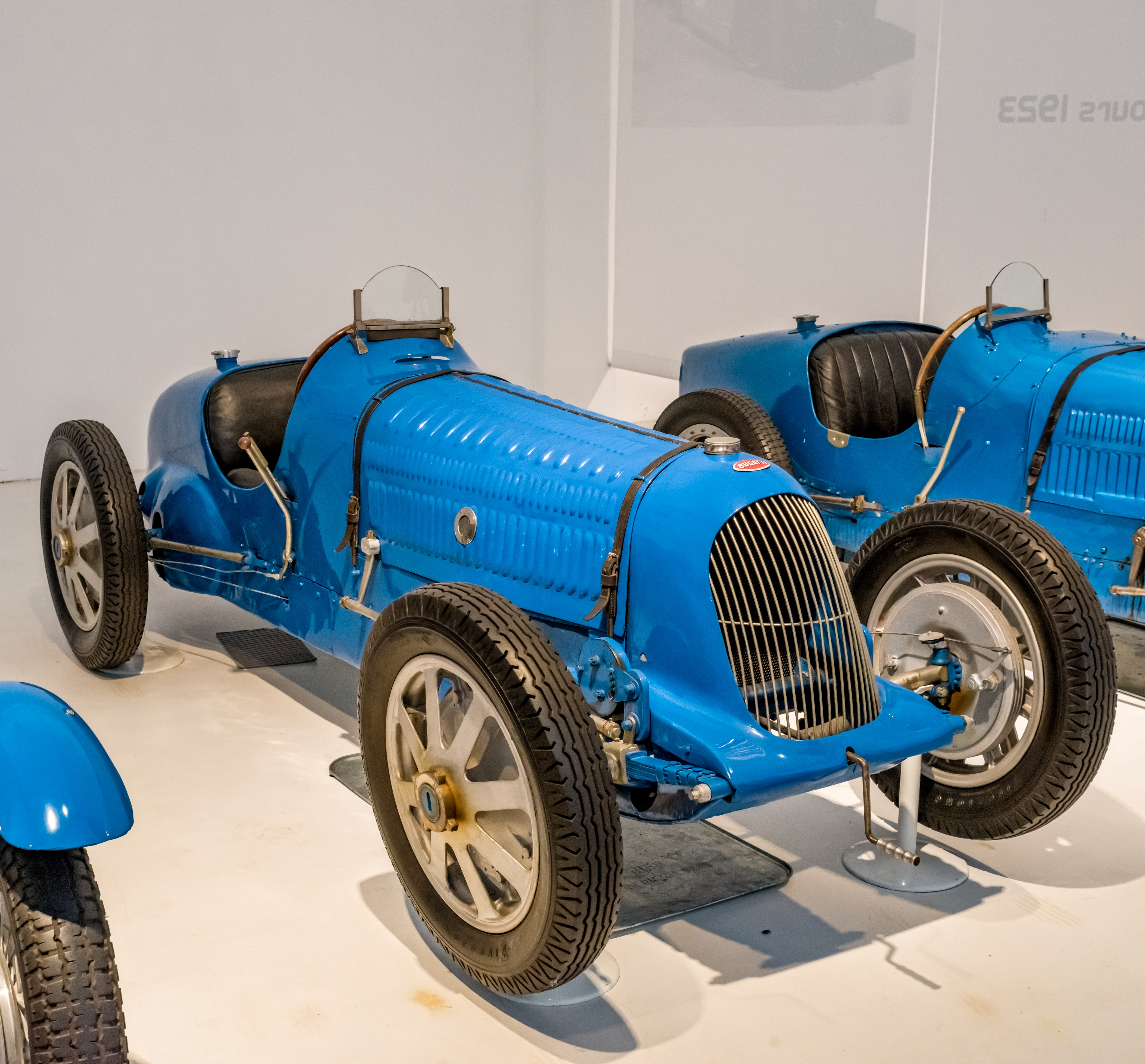
Bugatti Type 51A, Monopost
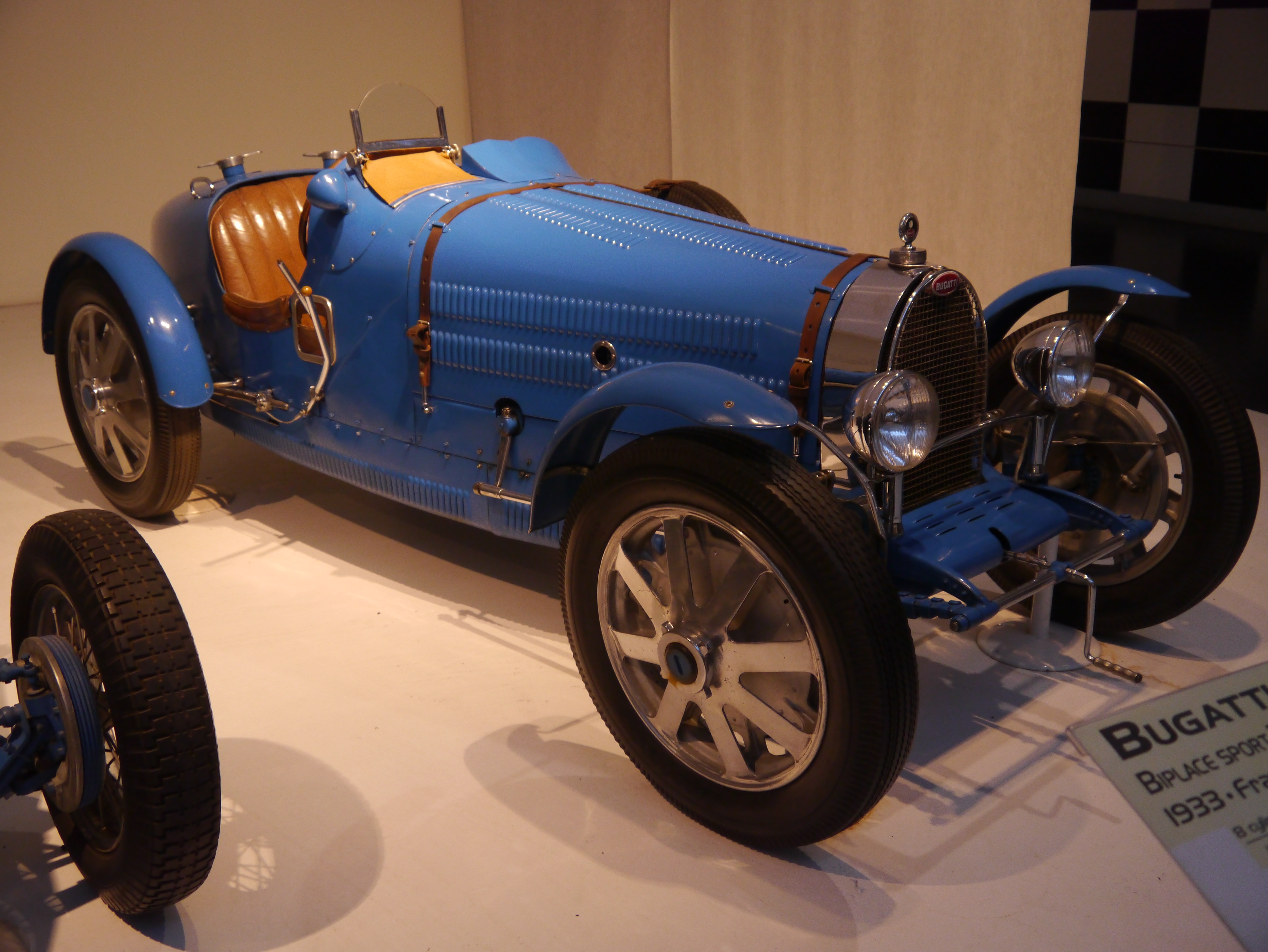
Bugatti Type 51A, Biplace
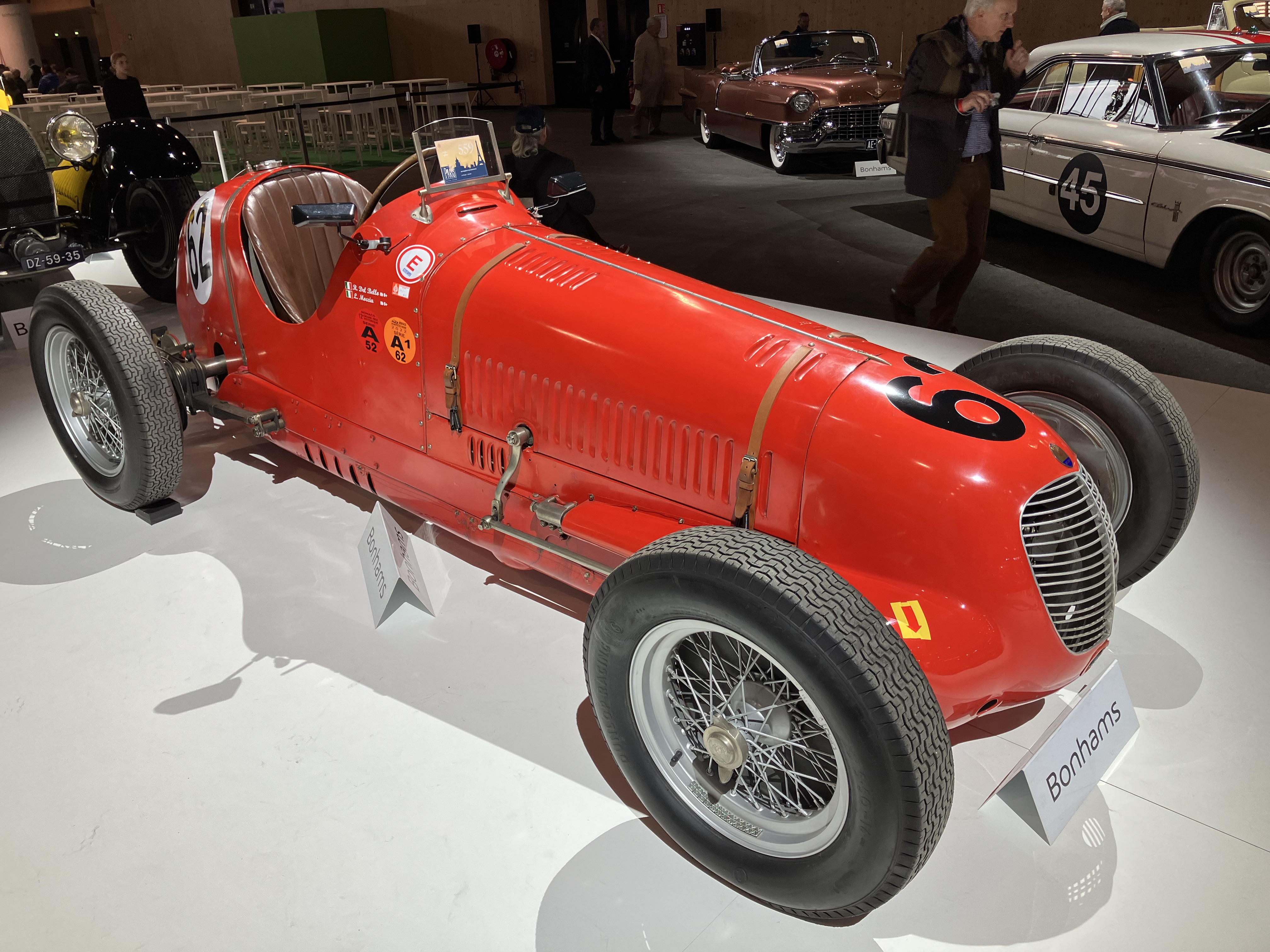
Maserati 4CM, Monopost
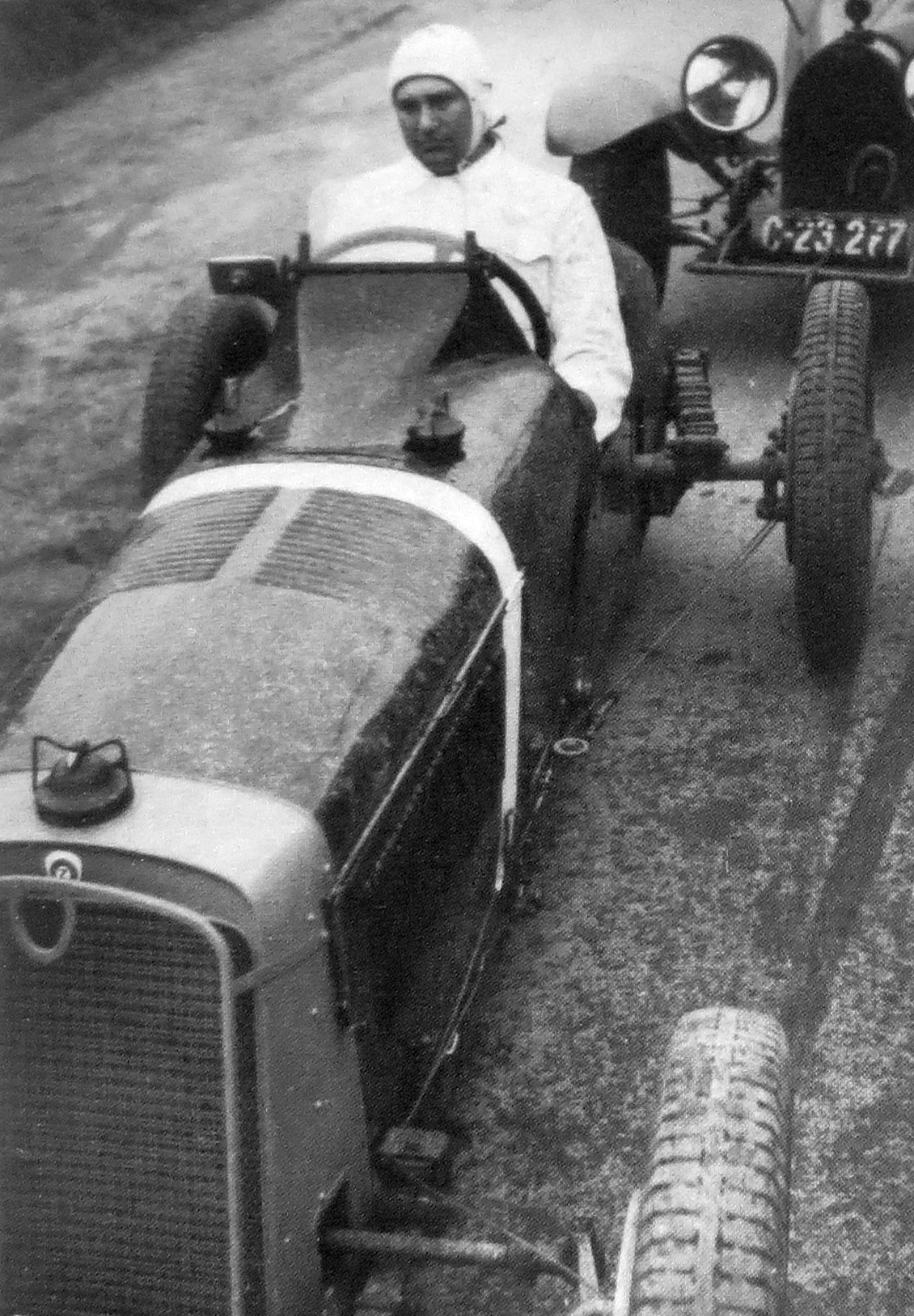
Zbrojovka Z 14, Monopost